# Il diario degli errori
Il diario degli errori è un singolo del cantante italiano Michele Bravi, pubblicato il 9 febbraio 2017 come primo estratto dal secondo album in studio Anime di carta.

## Descrizione
Il brano è stato scritto da Federica Abbate, Giuseppe Anastasi e Cheope. Presentato in gara in occasione del Festival di Sanremo 2017, si è classificato quarto.

## Video musicale
Il video è stato girato da Trilathera con la partecipazione di Mattia Di Tella, Andrea Cappella e la make-up artist Alice Venturi.

## Tracce
1. Il diario degli errori – 3:26 (Federica Abbate, Giuseppe Anastasi, Cheope)

## Classifiche
| Classifica (2017) | Posizione massima |
| ----------------- | ----------------- |
| Italia            | 4                 |